# Šíleně smutná princezna
Šíleně smutná princezna je česká filmová pohádka žánru hudební komedie režiséra Bořivoje Zemana natočená v roce 1968 s Helenou Vondráčkovou a Václavem Neckářem v hlavní roli.

## Děj
Princ Václav (Václav Neckář) jede s otcem na zásnuby do sousedního „veselého“ království, ale ženit se vůbec nechce. Jeho otec král (Jaroslav Marvan) jej totiž již v dětství přislíbil sezdat s princeznou Helenou (Helena Vondráčková) v rámci uzavřeného míru se sousedním královstvím. A tak princ Václav, pod záminkou, že si jde odskočit, uteče z královského kočáru a jede se na vypůjčené krávě podívat na princeznu na vlastní pěst. Tajně vnikne do princezniny zámecké zahrady (ve skutečnosti Bojnický zámek), vyleze na strom, aby lépe viděl do princezniných komnat, přitom spadne do rybníka a bezděčně se při tom seznámí (zcela inkognito) s princeznou Helenou. Poté jej chytí zámecké stráže a zavřou ho do vězení. Král (Jaroslav Marvan) kvůli sousednímu králi (Bohuš Záhorský) lže, vymlouvá se a stydí se za prince, který utekl. Říká, že je syn nemocen. Postupně se do svých lží zamotává. Princezna se ale do neznámého vězně zamiluje, netušíc přitom, že je to princ Václav, její budoucí snoubenec. Aby zrušila očekávané zásnuby s princem, kterého doposud nezná, předstírá na truc smutek a vyhlásí, že si vezme za muže pouze toho, kdo ji rozesměje (podle vzoru z lidových pohádek). Shodou okolností se to povede, aniž by to on sám tušil, právě princi Václavovi. Jeho inkognito je tím ale prozrazeno a princezna Helena se kvůli tomu nakrátko urazí a nechá Václava opět zavřít do vězení a formálně odsoudit k popravě – fakticky se ale ve „veselém“ království nikdy nepopravuje (kata a správce vězení hraje František Dibarbora). Dva královští rádcové Y (Darek Vostřel) a X (Josef Kemr), oznámí, že princ s princeznou se navzájem nechtějí. Nakonec oběma králům oznámí, že princ Václav je ve vězení a to znamená, že bude válka. Dva generálové, totiž bývalí rádcové X a Y, přebírají velení nad oběma armádami. Princ a princezna se ihned usmíří a v noci oba generály zajmou a válku tím ukončí. Film končí předáním vlády nad oběma královstvími princi Václavovi a svatbou. Proradní generálové a intrikující rádcové X a Y jsou po zásluze potrestáni.

## Osoby a obsazení
| Helena Vondráčková | princezna Helena                    |
| Václav Neckář      | princ Václav                        |
| Jaroslav Marvan    | král Jindřich                       |
| Bohuš Záhorský     | Dobromysl, král Veselého království |
| Josef Kemr         | rádce X                             |
| Darek Vostřel      | rádce Y                             |
| Stella Zázvorková  | chůva                               |

Dále hrají: František Dibarbora (kat), Oldřich Dědek (Kokoška), Bronislav Koreň, Ondrej Jariabek, Jozef Kuchár, Karel Effa (nápadník princezny), Gustav Heverle, Antonín Jedlička, (nápadník princezny), Jan Pixa (ceremoniář královského dvora), Josef Braun (Martin Chechták), Vítězslav Černý (zbrojnoš).

## Filmový štáb
- Námět a scénář: František Vlček, Bořivoj Zeman
- Kamera: František Valert
- Architekt: Boris Moravec
- Kostýmy: Jan Skalický
- Hudba: Jan Hammer
- Texty písní: Ivo Fischer
- Režie: Bořivoj Zeman
- Produkce: Jiří Pokorný

## Písně z filmu
Ve filmu zazněla řada písní, které se v době vzniku filmu staly hity:
- Znám jednu krásnou princeznu
- Já už to vím
- Slza z tváře padá
- Miluju a maluju
- Kujme pikle
- Znám jednu starou zahradu

## Zajímavosti
- Část exteriérů tohoto filmu se natáčela na Slovensku na palfyovském zámku v Bojnicích a část v Blatné.
- V pohádce jsou ukázky z několika amerických grotesek s Charlie Chaplinem.
- Na pohádce výtvarně spolupracoval také známý humorista, kreslíř a ilustrátor Jiří Winter - Neprakta

## Divadlo
Divadelní nastudování Studia DVA mělo premiéru 25. listopadu 2016 v režii Šimona Cabana. Ústřední dvojici prince a princezny hrají Jan Cina a Berenika Kohoutová.